# Euiguanodontia
Euiguanodontia es un clado inactivo de dinosaurios ornitópodos que vivieron en el Cretácico superior, el cual fue propuesto en 1996 por Rodolfo Coria y Leonardo Salgado para incluir al género Gasparinisaura. Este incluiría a los ornitópodos sudamericanos, Gasparinisaura, Anabisetia y Talenkauen, su ancestro común y sus descendientes. El clado no es aceptado por toda la comunidad paleontológica.